# Lista över damsingelsegrare i US Open i tennis

## Lista
| År   | Segrare                  | Finalmotståndare             | Resultat            |
| ---- | ------------------------ | ---------------------------- | ------------------- |
| 1887 | Ellen Hansell            | Laura Knight                 | 6-1 6-0             |
| 1888 | Bertha Townsend          | Ellen Hansell                | 6-3 6-5             |
| 1889 | Bertha Townsend          | Lida Voorhees                | 7-5 6-2             |
| 1890 | Ellen Roosevelt          | Bertha Townsend              | 6-2 6-2             |
| 1891 | Mabel Cahill             | Ellen Roosevelt              | 6-4 6-1 4-6 6-3     |
| 1892 | Mabel Cahill             | Elisabeth Moore              | 5-7 6-3 6-4 4-6 6-2 |
| 1893 | Aline Terry              | Augusta Schultz              | 6-1 6-3             |
| 1894 | Helen Hellwig            | Aline Terry                  | 7-5 3-6 6-0 3-6 6-3 |
| 1895 | Juliette Atkinson        | Helen Hellwig                | 6-4 6-2 6-1         |
| 1896 | Elisabeth Moore          | Juliette Atkinson            | 6-4 4-6 6-2 6-2     |
| 1897 | Juliette Atkinson        | Elisabeth Moore              | 6-3 6-3 4-6 3-6 6-3 |
| 1898 | Juliette Atkinson        | Marion Jones Farquhar        | 6-3 5-7 6-4 2-6 7-5 |
| 1899 | Marion Jones Farquhar    | Maud Banks                   | 6-1 6-1 7-5         |
| 1900 | Myrtle McAteer           | Edith Parker                 | 6-2 6-2 6-0         |
| 1901 | Elisabeth Moore          | Myrtle McAteer               | 6-4 3-6 7-5 2-6 6-2 |
| 1902 | Marion Jones Farquhar    | Elisabeth Moore              | 6-1 1-0 Rit.        |
| 1903 | Elisabeth Moore          | Marion Jones Farquhar        | 7-5 8-6             |
| 1904 | May Sutton               | Elisabeth Moore              | 6-1 6-2             |
| 1905 | Elisabeth Moore          | Helen Homans                 | 6-4 5-7 6-1         |
| 1906 | Helen Homans             | Maud Barger-Wallach          | 6-4 6-3             |
| 1907 | Evelyn Sears             | Carrie Neely                 | 6-3 6-2             |
| 1908 | Maud Barger-Wallach      | Evelyn Sears                 | 6-3 1-6 6-3         |
| 1909 | Hazel Hotchkiss Wightman | Maud Barger-Wallach          | 6-0 6-1             |
| 1910 | Hazel Hotchkiss Wightman | Louise Hammond               | 6-4 6-2             |
| 1911 | Hazel Hotchkiss Wightman | Florence Sutton              | 8-10 6-1 9-7        |
| 1912 | Mary Browne              | Evelyn Sears                 | 6-4 6-2             |
| 1913 | Mary Browne              | Dorothy Green                | 6-2 7-5             |
| 1914 | Mary Browne              | Marie Wagner                 | 6-2 1-6 6-1         |
| 1915 | Molla Mallory            | Hazel Hotchkiss Wightman     | 4-6 6-2 6-0         |
| 1916 | Molla Mallory            | Louise Hammond-Raymond       | 6-0 6-1             |
| 1917 | Molla Mallory            | Marion Vanderhoef            | 4-6 6-0 6-2         |
| 1918 | Molla Mallory            | Eleanor Goss                 | 6-4 6-3             |
| 1919 | Hazel Hotchkiss Wightman | Marion Zinderstein           | 6-1 6-2             |
| 1920 | Molla Mallory            | Marion Zinderstein           | 6-3 6-1             |
| 1921 | Molla Mallory            | Mary Browne                  | 4-6 6-4 6-2         |
| 1922 | Molla Mallory            | Helen Wills                  | 6-3 6-1             |
| 1923 | Helen Wills              | Molla Mallory                | 6-2 6-1             |
| 1924 | Helen Wills              | Molla Mallory                | 6-1 6-3             |
| 1925 | Helen Wills              | Kathleen McKane Godfree      | 3-6 6-0 6-2         |
| 1926 | Molla Mallory            | Elizabeth Ryan               | 4-6 6-4 9-7         |
| 1927 | Helen Wills              | Betty Nuthall                | 6-1 6-4             |
| 1928 | Helen Wills              | Helen Jacobs                 | 6-2 6-1             |
| 1929 | Helen Wills              | Phoebe Holcroft Watson       | 6-4 6-2             |
| 1930 | Betty Nuthall            | Anna McCune                  | 6-1 6-4             |
| 1931 | Helen Wills Moody        | Eileen Bennett Whittingstall | 6-4 6-1             |
| 1932 | Helen Hull Jacobs        | Carolin Babcock              | 6-2 6-2             |
| 1933 | Helen Jacobs             | Helen Wills Moody            | 8-6 3-6 3-0 Rit.    |
| 1934 | Helen Jacobs             | Sarah Palfrey                | 6-1 6-4             |
| 1935 | Helen Jacobs             | Sarah Palfrey                | 6-2 6-4             |
| 1936 | Alice Marble             | Helen Jacobs                 | 4-6 6-3 6-2         |
| 1937 | Anita Lizana             | Jadwiga Jędrzejowska         | 6-4 6-2             |
| 1938 | Alice Marble             | Nancye Wynne Bolton          | 6-0 6-3             |
| 1939 | Alice Marble             | Helen Jacobs                 | 6-0 8-10 6-4        |
| 1940 | Alice Marble             | Helen Jacobs                 | 6-2 6-3             |
| 1941 | Sarah Palfrey Cooke      | Pauline Betz                 | 7-5 6-2             |
| 1942 | Pauline Betz             | Louise Brough                | 4-6 6-1 6-4         |
| 1943 | Pauline Betz             | Louise Brough                | 6-3 5-7 6-3         |
| 1944 | Pauline Betz             | Margaret Osborne             | 6-3 8-6             |
| 1945 | Sarah Palfrey Cooke      | Pauline Betz                 | 3-6 8-6 6-4         |
| 1946 | Pauline Betz             | Doris Hart                   | 11-9 6-3            |
| 1947 | Louise Brough            | Margaret Osborne duPont      | 8-6 4-6 6-1         |
| 1948 | Margaret Osborne duPont  | Louise Brough                | 4-6 6-4 15-13       |
| 1949 | Margaret Osborne duPont  | Doris Hart                   | 6-3 6-1             |
| 1950 | Margaret Osborne duPont  | Doris Hart                   | 6-4 6-3             |
| 1951 | Maureen Connolly         | Shirley Fry                  | 6-3 1-6 6-4         |
| 1952 | Maureen Connolly         | Doris Hart                   | 6-3 7-5             |
| 1953 | Maureen Connolly         | Doris Hart                   | 6-2 6-4             |
| 1954 | Doris Hart               | Louise Brough                | 6-8 6-1 8-6         |
| 1955 | Doris Hart               | Patricia Ward                | 6-4 6-2             |
| 1956 | Shirley Fry              | Althea Gibson                | 6-3 6-4             |
| 1957 | Althea Gibson            | Louise Brough                | 6-3 6-2             |
| 1958 | Althea Gibson            | Darlene Hard                 | 3-6 6-1 6-2         |
| 1959 | Maria Bueno              | Christine Truman Janes       | 6-1 6-4             |
| 1960 | Darlene Hard             | Maria Bueno                  | 6-4 10-12 6-4       |
| 1961 | Darlene Hard             | Ann Haydon                   | 6-3 6-4             |
| 1962 | Margaret Smith           | Darlene Hard                 | 9-7 6-4             |
| 1963 | Maria Bueno              | Margaret Smith               | 7-5 6-4             |
| 1964 | Maria Bueno              | Carole Caldwell Graebner     | 6-1 6-0             |
| 1965 | Margaret Smith           | Billie Jean Moffitt          | 8-6 7-5             |
| 1966 | Maria Bueno              | Nancy Richey                 | 6-3 6-1             |
| 1967 | Billie Jean King         | Ann Haydon Jones             | 11-9 6-4            |
| 1968 | Margaret Smith Court     | Maria Bueno                  | 6-2 6-2             |
| 1968 | Virginia Wade            | Billie Jean King             | 6-4 6-2             |
| 1969 | Margaret Smith Court     | Virginia Wade                | 4-6 6-3 6-0         |
| 1969 | Margaret Smith Court     | Nancy Richey                 | 6-2 6-2             |
| 1970 | Margaret Smith Court     | Rosie Casals                 | 6-2 2-6 6-1         |
| 1971 | Billie Jean King         | Rosie Casals                 | 6-4 7-6             |
| 1972 | Billie Jean King         | Kerry Melville               | 6-3 7-5             |
| 1973 | Margaret Smith Court     | Evonne Goolagong             | 7-6 5-7 6-2         |
| 1974 | Billie Jean King         | Evonne Goolagong             | 3-6 6-3 7-5         |
| 1975 | Chris Evert              | Evonne Goolagong Cawley      | 5-7 6-4 6-2         |
| 1976 | Chris Evert              | Evonne Goolagong Cawley      | 6-3 6-0             |
| 1977 | Chris Evert              | Wendy Turnbull               | 7-6 6-2             |
| 1978 | Chris Evert              | Pam Shriver                  | 7-5 6-4             |
| 1979 | Tracy Austin             | Chris Evert                  | 6-4 6-3             |
| 1980 | Chris Evert Lloyd        | Hana Mandliková              | 5-7 6-1 6-1         |
| 1981 | Tracy Austin             | Martina Navrátilová          | 1-6 7-6 7-6         |
| 1982 | Chris Evert Lloyd        | Hana Mandlikova              | 6-3 6-1             |
| 1983 | Martina Navrátilová      | Chris Evert Lloyd            | 6-1 6-3             |
| 1984 | Martina Navrátilová      | Chris Evert Lloyd            | 4-6 6-4 6-4         |
| 1985 | Hana Mandliková          | Martina Navrátilová          | 7-6 1-6 7-6         |
| 1986 | Martina Navrátilová      | Helena Suková                | 6-3 6-2             |
| 1987 | Martina Navrátilová      | Steffi Graf                  | 7-6 6-1             |
| 1988 | Steffi Graf              | Gabriela Sabatini            | 6-3 3-6 6-1         |
| 1989 | Steffi Graf              | Martina Navrátilová          | 3-6 7-5 6-1         |
| 1990 | Gabriela Sabatini        | Steffi Graf                  | 6-2 7-6             |
| 1991 | Monica Seles             | Martina Navrátilová          | 7-6 6-1             |
| 1992 | Monica Seles             | Arantxa Sánchez Vicario      | 6-3 6-3             |
| 1993 | Steffi Graf              | Helena Suková                | 6-3 6-3             |
| 1994 | Arantxa Sánchez Vicario  | Steffi Graf                  | 1-6 7-6 6-4         |
| 1995 | Steffi Graf              | Monica Seles                 | 7-6 0-6 6-3         |
| 1996 | Steffi Graf              | Monica Seles                 | 7-5 6-4             |
| 1997 | Martina Hingis           | Venus Williams               | 6-0 6-4             |
| 1998 | Lindsay Davenport        | Martina Hingis               | 6-3 7-5             |
| 1999 | Serena Williams          | Martina Hingis               | 6-3 7-6(4)          |
| 2000 | Venus Williams           | Lindsay Davenport            | 6-4 7-5             |
| 2001 | Venus Williams           | Serena Williams              | 6-2 6-4             |
| 2002 | Serena Williams          | Venus Williams               | 6-4 6-3             |
| 2003 | Justine Henin-Hardenne   | Kim Clijsters                | 7-5 6-1             |
| 2004 | Svetlana Kuznetsova      | Jelena Dementieva            | 6-3 7-5             |
| 2005 | Kim Clijsters            | Mary Pierce                  | 6-3 6-1             |
| 2006 | Marija Sjarapova         | Justine Henin-Hardenne       | 6-4 6-4             |
| 2007 | Justine Henin            | Svetlana Kuznetsova          | 6-1 6-3             |
| 2008 | Serena Williams          | Jelena Janković              | 6-4 7-5             |
| 2009 | Kim Clijsters            | Caroline Wozniacki           | 7-5 6-3             |
| 2010 | Kim Clijsters            | Vera Zvonarjova              | 6-2 6-1             |
| 2011 | Samantha Stosur          | Serena Williams              | 6-2 6-3             |
| 2012 | Serena Williams          | Viktoryja Azaranka           | 6-2 2-6, 7-5        |
| 2013 | Serena Williams          | Viktoryja Azaranka           | 7–5, 6–7(6–8), 6–1  |
| 2014 | Serena Williams          | Caroline Wozniacki           | 6–3, 6–3            |
| 2015 | Flavia Pennetta          | Roberta Vinci                | 7–6(7–4), 6–2       |
| 2016 | Angelique Kerber         | Karolína Plíšková            | 6–3, 4–6, 6–4       |
| 2017 | Sloane Stephens          | Madison Keys                 | 6–3, 6–0            |
| 2018 | Naomi Osaka              | Serena Williams              | 6–2, 6–4            |
| 2019 | Bianca Andreescu         | Serena Williams              | 6–3, 7–5            |
| 2020 | Naomi Osaka              | Viktoryja Azaranka           | 1–6, 6–3, 6–3       |
| 2021 | Emma Raducanu            | Leylah Fernandez             | 6–4, 6–3            |
| 2022 | Iga Świątek              | Ons Jabeur                   | 6–2, 7–6 (7-5)      |
| 2023 | Coco Gauff               | Aryna Sabalenka              | 2–6, 6–3, 6–2       |
| 2024 | Aryna Sabalenka          | Jessica Pegula               | 6–2, 7–6 (7-5)      |